# Aidophus infuscatopennis
Aidophus infuscatopennis är en skalbaggsart som beskrevs av Schmidt 1909. Aidophus infuscatopennis ingår i släktet Aidophus och familjen Aphodiidae. Inga underarter finns listade i Catalogue of Life.